# Alan Kendall
Alan Kendall (9 de Setembro de 1944, Darwen, Lancashire, Inglaterra) é um guitarrista britânico. O principal trabalho de sua carreira foi junto aos Bee Gees, onde atuou de 1971 a 2003.

## Início da Carreira
Em 1963, Kris Ryan, amigo de Kendall, vê sua banda, Kris Ryan and the Strangers, acabar após uma turnê mal-sucedida. Ele e Kendall, então, estudantes de arte na Burnley Art College, decidiram formar um novo grupo, com estilo em algum lugar entre o The Shadows e The Beatles. Chamaram, então, um baixista e um baterista e formaram o grupo, que, após um concurso, passou a se chamar Kris Ryan and the Questions. Alan, desde já, era guitarrista solo. A primeira apresentação do grupo foi em 1º de junho de 1963. Lançaram quatro singles e um EP entre 1964 e 1965 pela Mercury Records. Porém, não tendo obtido grande sucesso, a banda decidiu encerrar as atividades, tendo feito seu último show em 14 de maio de 1966.
Após o fim do Kris Ryan and the Questions, Kendall se juntou à banda de apoio do The Truth, duo britânico que alcançou o 27º lugar nas paradas locais com uma versão de "Girl", do The Beatles. Depois disto, formou um trio com estilo parecido ao do The Jimi Hendrix Experience chamado The Sisters Of Idle Dreams, de breve existência.
No fim de 1967, o trio trouxe mais dois músicos para formar uma outra banda, desta vez de rock progressivo, chamada Glass Menagerie, que atuou entre 1968 e 1969. Eles se mudaram para Londres e gravaram três singles pela Pye Records. Depois passaram a ser produzidos por Chas Chandler e lançaram outros dois compactos, desta vez pela Polydor.
Em 1970, Alan passou a fazer parte da banda Toe Fat, que teve pouco sucesso na Inglaterra com os singles "Brand New Band" e "Can't Live Without You". Ele substitui o guitarrista Ken Hensley e aparece no álbum Toe Fat Two, lançado junto do fim do grupo, tendo composto quatro das oito canções do álbum. Após voltarem de uma turnê com o Derek and the Dominos, banda de Eric Clapton, turnê esta que acabou em 6 de dezembro de 1970, a The Robert Stigwood Organisation, companhia que empresariava a banda (e também os Bee Gees) a dispensou pelo baixo êxito comercial.

## Bee Gees
Nessa época, os Bee Gees haviam acabado de retornar após um término litigioso, e iriam fazer uma pequena turnê pelos EUA de sete concertos, entre 11 e 21 de fevereiro, para promover o novo álbum, 2 Years On. Tendo acabado o Toe Fat, foi-lhe indicado fazer um teste para ser guitarrista dos Bee Gees, que estavam sem guitarrista principal desde a saída de Vince Melouney, em 1968. Kendall relembra como isso aconteceu:[carece de fontes?]
| “ | Robin Turner, da RSO Records, me chamou e disse que os Bee Gees estavam procurando por um guitarrista que também soubesse tocar baixo, ao que eu respondi: "Eu adoraria fazer o teste para a turnê mas, infelizmente, eu não sei tocar baixo". Ele, então, disse: "Apenas diga que você sabe tocar baixo e venha para a audição". Como você pode imaginar, eu fiquei bem nervoso com isso, mas precisava desesperadamente de um show, e decidi ir em frente nisso. Felizmente, eu tinha alguns dias antes do teste para "talhar a madeira" [preparar-me]. O baterista [da banda Toe Fat] — que também ia participar dos testes nesse dia — e eu entramos no pub ao lado da sala de ensaios para um pouco de "coragem holandesa", quando entra ninguém menos que Maurice Gibb, com o que parecia uma maleta na mão. [Disse ele:] "Ei, vocês devem ser o baterista e guitarrista. Vamos tomar uma bebida antes de começar a tocar". "Hum! Este show está, desde já, parecendo muito bom", pensei comigo mesmo. Depois de uma rápida bebericada, demos um pulo ao lado, no local de ensaio, e a próxima pessoa que eu vi foi Barry Gibb usando um enorme casaco de pele, conversando com sua glamourosíssima esposa Linda enquanto segurava um grande galgo afegão, e fumando um enorme cigarro de maconha. Ele se aproximou, disse "olá", apertou nossas mãos, e nos ofereceu um trago. "Cada vez melhor", pensei, "e nós ainda nem começamos a tocar qualquer música!". Maurice já estava brincando com seu amado baixo Rickenbacker e testando uma linha [de baixo]. Aparentemente satisfeito com as coisas, ele andou até onde estávamos todos conversando e abriu sua maleta, que era, na verdade, um bar portátil! | ” |
|   | — A. Kendall (traduzido). |   |

Desde, então, o guitarrista participou da maioria das gravações dos Bee Gees, notadamente do álbum da trilha sonora do filme Os Embalos de Sábado à Noite e do bem-sucedido álbum Spirits Having Flown, tendo, inclusive, recebido em cotas sobre os lucros em vez de salários pelo primeiro.
Em 1979, tendo os Bee Gees desfeito a banda de apoio e se dividido em dois grupos para produzir álbuns para outros cantores, Alan participou de algumas gravações. Em 1979 mesmo, tocou guitarra no álbum Sunrise, de Jimmy Ruffin, lançado em 1980, e que consagrou a canção "Hold On to My Love". Em 1982, participou da gravação do segundo álbum solo de Robin Gibb, How Old Are You?, lançado em 1983, e que trouxe o sucesso "Juliet". Em 1986, participa da gravação de Moonlight Madness, o álbum não-lançado de Barry Gibb, tendo ajudado a compor "Moonlight Madness", "System of Love" e "Change". As duas primeiras viram lançamento em 1988, no álbum da trilha sonora do filme Falcões.
Em 1989, os Bee Gees chamam Kendall de volta ao grupo. O guitarrista gravou algumas faixas do álbum One e permaneceu nos Bee Gees até o fim do grupo com a morte de Maurice Gibb em 12 de janeiro de 2003. [carece de fontes?]
Alguns de seus solos e riffs de guitarra mais lembrados estão em "Edge of the Universe", "You Should Be Dancing", "Tragedy", "It's My Neighborhood" e "When He's Gone".[carece de fontes?]

## Pós-Bee Gees
Alan ainda participou da gravação de duas músicas com Barry Gibb para Cliff Richard no fim de 2003, entre elas "I Cannot Give You My Love", lançada em 2004. Além disso, compôs com Barry, segundo este, uma canção country em abril de 2007.
Em entrevista dada em 2009, Kendall afirma estar vivendo nos subúrbios de Nashville, TN, nos EUA, passando o tempo tocando guitarra e esperando ser chamado para uma sequência de shows.